# Westfälische Zeitschrift
Die Westfälische Zeitschrift – Zeitschrift für Vaterländische Geschichte und Altertumskunde wird als gemeinsames Publikationsorgan vom Verein für Geschichte und Altertumskunde Westfalens, Abt. Münster und seinem Schwesterverein Verein für Geschichte und Altertumskunde Westfalens, Abt. Paderborn seit 1837 herausgegeben. Bis 1929 lautete der Titel nur Zeitschrift für vaterländische Geschichte und Altertumskunde. Nah verwandte Publikationen wurden von 1904 bis 1933 vom Verein für rheinische und westfälische Volkskunde herausgegeben.

## Digitalisierung
Die Westfälische Zeitschrift wird derzeit digitalisiert. Die verfügbaren Bände sind über das Internet-Portal „Westfälische Geschichte“ erreichbar.